# Astriclypeus
Astriclypeus is een geslacht van zee-egels, en het typegeslacht van de familie Astriclypeidae.

## Soorten
- Astriclypeus mannii Verrill, 1867